# Adolph Knigge
Adolph Franz Friedrich Ludwig Knigge (Bredenbeck, 16 ottobre 1752 – Brema, 6 maggio 1796) è stato membro dell'Ordine degli Illuminati.

## Biografia

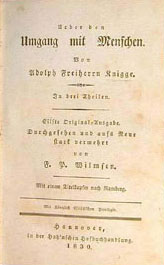
Über den Umgang mit Menschen (Sulle relazioni umane)

Knigge nacque a Bredenbeck (oggi parte di Wennigsen, in Bassa Sassonia) nell'allora Elettorato di Hannover. Egli era membro di una famiglia della bassa nobiltà e studiò legge dal 1769 al 1772 all'Università di Göttingen ove divenne membro del Corps Hannovera. Nel 1772 venne iniziato alla massoneria ed ottenne il titolo di "scudiero di corte" (Hofjunker), assessore alla guerra (Assessor der Kriegs) e scacchiere dei domini (Domänenkammer). Nel 1777 divenne ciambellano a Weimar.
Nel 1780 Knigge aderì al movimento bavarese degli Illuminati creato da Adam Weishaupt e lavorò per conferire pubblicità e rilevanza al movimento. Già dal 1783, ad ogni modo, iniziarono a nascere i primi dissensi tra Knigge e Weishaupt, che portarono al ritiro del primo dall'organizzazione dal 1º luglio 1784. Knigge non era più infatti in grado di tollerare la soverchiante mania di dominazione di Weishaupt che frequentemente assumeva forme offensive. Egli accusò Weishaupt di "gesuitismo", e lo sospettò di essere "un gesuita camuffato" (Nachtr., I, 129). "E dovrei essere io", aggiunse, "a lavorare sotto la sua bandiera, a guidare gli uomini sotto la sua padronanza? — Mai!"
Il coinvolgimento di Knigge negli Illuminati, il suo personale supporto al riconoscimento dei diritti umani ed un periodo di grave malattia lo portarono in breve tempo a perdere il supporto dei suoi sponsor aristocratici ed infine la sua fortuna. Knigge riuscì a trovare una certa posizione finanziaria a Brema nel 1790 ove morì nel 1796.
In Germania, Knigge è ricordato in particolare come scrittore per la sua opera principale, Über den Umgang mit Menschen (Sulle relazioni umane), un trattato sui principi fondamentali dell'uomo e sui principi delle relazioni umane di modo che i primi diventino la guida più autorevole per la politica, l'etichetta ed il comportamento. L'opera si presenta più come un trattato socio-filosofico sulle relazioni umane a tal punto che la parola "knigge" in tedesco è divenuto sinonimo di "buone maniere" o "etichetta".

## Opere
- Allgemeines System für das Volk zur Grundlage aller Erkenntnisse für Menschen aus allen Nationen, Ständen und Religionen (Sistema generale per il pubblico, fondamento di tutte le conoscenze dei popoli di tutte le nazioni, condizioni e religioni), 1778
- Der Roman meines Lebens (La storia della mia vita), 1781
- On the Jesuits, Freemasons, and Rosicrucians, 1781
- Sechs Predigten gegen Despotismus, Dummheit, Aberglauben, Ungerechtigkeit, Untreue und Müßiggang (Sei sermoni contro il dispotismo, la stupidità, la superstizione, l'ingiustizia, la miscredenza e l'indolenza), 1783
- Geschichte Peter Clausens (La storia di Peter Clausen), 1783–85
- Gesammelte politische und prosaische kleinere Schriften (Collezione di scritti minori politici e prosaici), 1784
- "Essenza della massoneria", 1784
- Contributo alla storia recente dell'Ordine dei Massoni, 1786
- Bekenntnisse (Übersetzung des Rousseauschen Werks aus dem Französischen) (Confessioni"–Traduzione delle opere di Rousseau dal francese), 1786–90
- Die Verirrungen des Philosophen oder Geschichte Ludwigs von Seelbergs (Gli errori del filosofo, o storia di Ludwig von Seelberg), 1787
- Philo's endliche Antwort auf verschiedene Anforderungen und Fragen, meine Verbindung mit dem Orden der Illuminaten betreffend (Risposta di Philo alle domande concernenti il suo associazionismo agli Illuminati), 1788, 2012 ISBN 978-1-105-60407-2
- Über den Umgang mit Menschen (Sulle relazioni umane), 1788
- Geschichte des armen Herrn von Mildenberg (La storia del povero signore di Mildenberg), 1789
- Benjamin Noldmanns Geschichte der Aufklärung in Abyssinien (La storia dell'illuminismo in Abissinia di Benjamin Noldmann), novella, 1790
- Über den Zustand des geselligen Lebens in den vereinigten Niederlanden (Sulle condizioni della vita sociale nei Paesi Bassi), 1790
- Das Zauberschloß oder Geschichte des Grafen Tunger (Il castello incantato, o la storia del conte Tunger), novella, 1791
- "Politisches Glaubensbekenntnis von Joseph Wurmbrand" ("Il credo politico di Joseph Wurmbrand"), saggio, 1792
- Die Reise nach Braunschweig, (Un viaggio a Brunswick), novella, 1792
- Erläuterungen über die Rechte des Menschen. Für die Deutschen (Delucidazioni sui diritti dell'uomo. Per i tedeschi), 1792
- "Über Schriftsteller und Schriftstellerey" ("Di scrittori e scritture"), saggio, 1793
- Geschichte des Amtsraths Guthmann (La storia di Amtsrath Guthmann), 1794
- Reise nach Fritzlar im Sommer 1794 (Viaggio a Fritzlar nell'estate del 1794), satira, 1795